# Cartoon Network (Turquie)
Pour les articles homonymes, voir Cartoon Network (homonymie).
Cartoon Network est une chaîne de télévision dirigée par Warner Bros. Discovery diffusant principalement des séries d'animation lancée le 30 mars 1998, une année avant le lancement de Disney Channel et trois ans avant le lancement de Nickelodeon, en Turquie.

## Histoire
La chaîne est officiellement lancée le 30 mars 1998, et sa diffusion entre 8 h du matin et 17 h. Le 15 octobre 1999, Cartoon Network Turquie, ainsi que d'autres pays européens, ont lancé leur propre version de la chaîne. Elle dessert également la région turque de Chypre. Sa diffusion tenait et tient en de nombreuses séries d'animation comme Ben 10, Generator Rex, Bakugan Battle Brawlers, Johnny Test, Johnny Bravo, Le Monde incroyable de Gumball, Adventure Time, Samouraï Jack, Les Supers Nanas, Mike, Lu & Og, Camp Lazlo, Nom de code : Kids Next Door, Ed, Edd & Eddy et Les Jumeaux Barjos, parmi tant d'autres,. Quatre ans après son lancement en Turquie, elle est devenue la chaîne d'animation la plus regardée du pays.